# Помбія
Помбія (італ. Pombia, п'єм. Pombia) — муніципалітет в Італії, у регіоні П'ємонт, провінція Новара.
Помбія розташована на відстані близько 520 км на північний захід від Рима, 100 км на північний схід від Турина, 23 км на північ від Новари.
Населення — 2233 особи (2014).
Щорічний фестиваль відбувається 22 січня. Покровитель — San Vincenzo.

## Демографія
Населення за роками:

Станом на 1 січня 2023 року в муніципалітеті офіційно проживали 143 іноземці з 26 країн, серед них 33 громадяни країн Євросоюзу та 13 громадян України.

## Персоналії
- Ардуїн I (955—1015) — король Італії у 1002—1014 роках.

## Сусідні муніципалітети
- Дівіньяно
- Марано-Тічино
- Сомма-Ломбардо
- Варалло-Помбія
- Віццола-Тічино